# Flower A. Newhouse

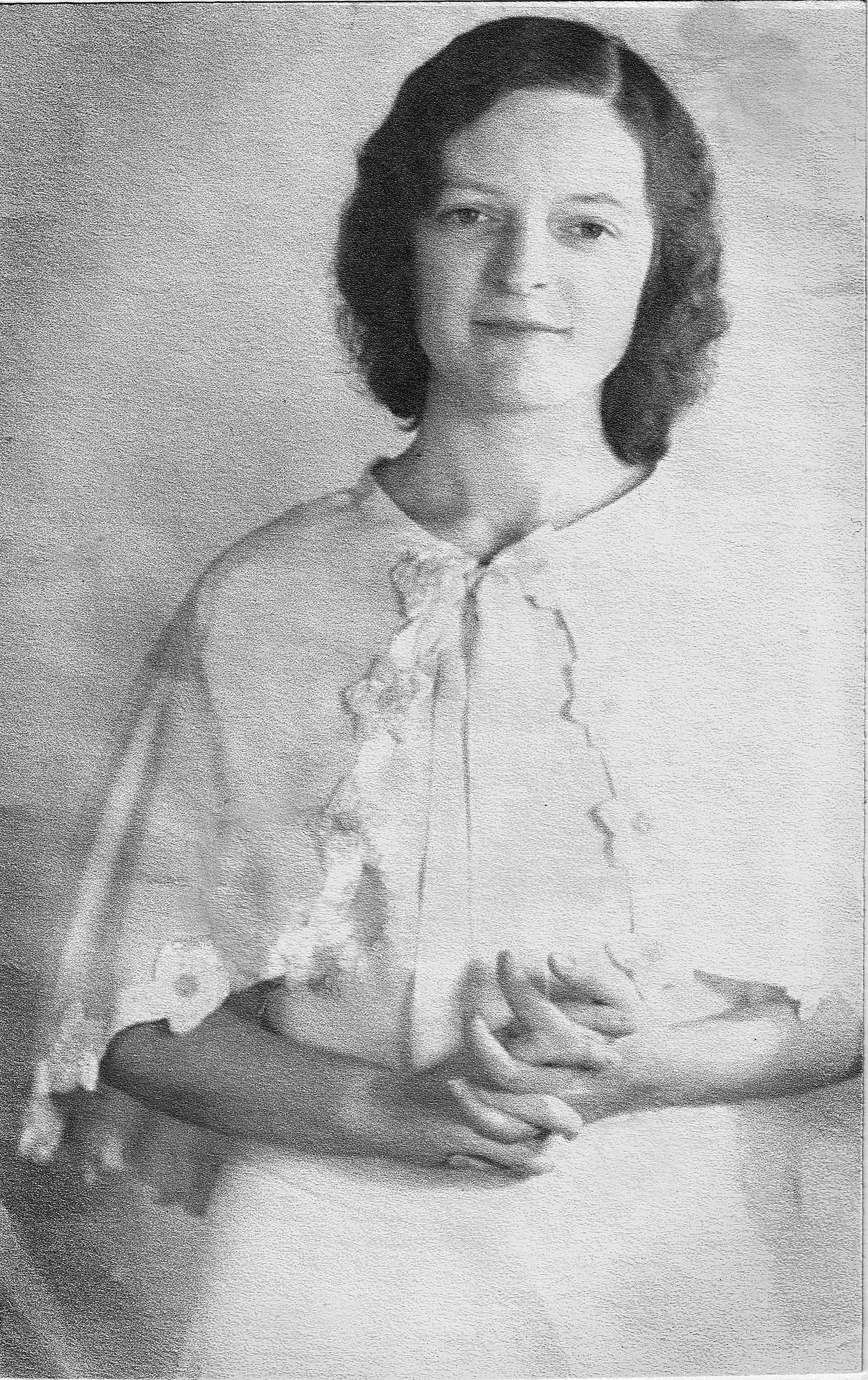
Flower A. Newhouse

Flower A. Newhouse (geb. Mildred Arlene Sechler, * 10. Mai 1909 in Allentown, Pennsylvania; † 8. Juli 1994) war eine amerikanische christliche Mystikerin und spirituelle Lehrerin.

## Kindheit und Jugend
Sie wurde als Mildred „Mimmi“ Arlene Sechler in Allentown geboren. Ihr Vater starb an einem Herzfehler, als sie sieben Jahre alt war. Ihre Mutter, Jennie Romig Sechler, war eine Hutmacherin. Mildred hatte eine Schwester, Beatrice, welche seit dem fünften Lebensjahr erblindet war. Sie bestand auf dem Namen „Flower“, seit sie Sprechen gelernt hatte. Zu ihrer Mutter und Schwester bestand lebenslang eine enge Beziehung.
Sie gab an, dass sie schon seit der Kindheit eine ausgeprägte hellseherische Begabung und eine naturgegebene mystische Liebe zu Jesus Christus hatte. Ihre Freunde sahen diese Begabung in ihren schriftlichen und mündlichen Zeugnissen wie auch in ihrem Leben selbst widergespiegelt.
Newhouse bemerkte nach ihrer Aussage im Alter von sechs Jahren zum ersten Mal, dass sie hellsichtig war. Sie fuhr mit einer gleichaltrigen Freundin auf der Staten Island Ferry im Hafen von New York. Sie habe eine Gruppe von Wassergeistern gesehen und zeigte danach für ihre Freundin. Diese dachte, dass das ein Phantasiespiel sei und antwortete mit eigenen ausgemalten Erfindungen. Flower erschrak dabei, dass sie offenbar eine für andere unsichtbare Welt sah und bewahrte daraufhin für viele Jahre Stillschweigen darüber.
Als sie die Highschool besuchte, gaben ihre Lehrer ihr eine Reihe von schriftlichen Ausarbeitungen auf. Dies gab ihr die Möglichkeit, anfänglich etwas von ihrer naturbegabten Weisheit mitzuteilen. Die Lehrer waren so beeindruckt, dass sie Flower in ihre Wohnungen einluden, womit ihre Karriere als Lehrerin begann.

## Werdegang
1924 zog Newhouse zusammen mit ihrer Mutter und Schwester nach Los Angeles, wo sie bald eine gefragte Gastrednerin in Kirchen und Vortragssälen wurde. Die Kunde von ihrer einzigartigen Begabung und ihrer überzeugenden Aufrichtigkeit verbreitete sich bald. Binnen kurzer Zeit reiste sie regelmäßig nach Santa Barbara und San Francisco und viel nach Südkalifornien. Bei einer dieser Vortragsveranstaltungen lernte sie ihren zukünftigen Ehemann, Laurence Newhouse kennen.
1940 begründete das Ehepaar im nördlichen San Diego County Questhaven Retreat und das Christward Ministry. Hier sprach und schrieb sie ausführlich über die Welt der Engel und die Weisheitslehren, die dem „Living the Life“ zugrunde liegen. Darin sah sie nicht eine Doktrin, sondern eine praktische Anleitung zu einer direkten, unmittelbaren Erfahrung Gottes. Newhouse sah ihre Aufgabe auch darin, die Menschheit wieder an ein Erleben von Engelwelten heranzuführen, eine Arbeit, die sie mit ihrem ersten Buch 1937 begann und in vielen weiteren Schriften und aufgezeichneten Vorträgen bis zu ihrem Lebensende 1994 weiterführte.

## Werke (Auswahl)
- Engel und Devas, München, 1982, ISBN 978-3-922-93617-6
- Planetarische Chakras. Die spirituellen Zentren der Erde, 1986, ISBN 3-922936-49-0
- Lichtwesen, 1992, ISBN 978-3-922-93630-5
- Die Tore der Weisheit, 1993, ISBN 978-3-922-93628-2
- Die Engel der Natur, 1995, ISBN 978-3-894-27073-5
- Das Weihnachtsmysterium in geistiger Schau, 1995, ISBN 978-3-922-93602-2
- Im Reich der Erzengel. Göttliche Boten aus lichten Welten, 1998, ISBN 978-3-894-27106-0
- Die sieben Körper des Menschen, 2000, ISBN 978-3-894-27144-2
- Christus-Bewusstsein und der Weg zur inneren Weisheit, 2010, ISBN 978-3-894-27538-9